# 까페 쯩
까페 쯩(베트남어: cà phê trứng), 달걀 커피 또는 에그 커피(영어: egg coffee)는 베트남 커피와 달걀 노른자, 설탕, 연유로 만든 커피 음료이다.

## 사진 갤러리

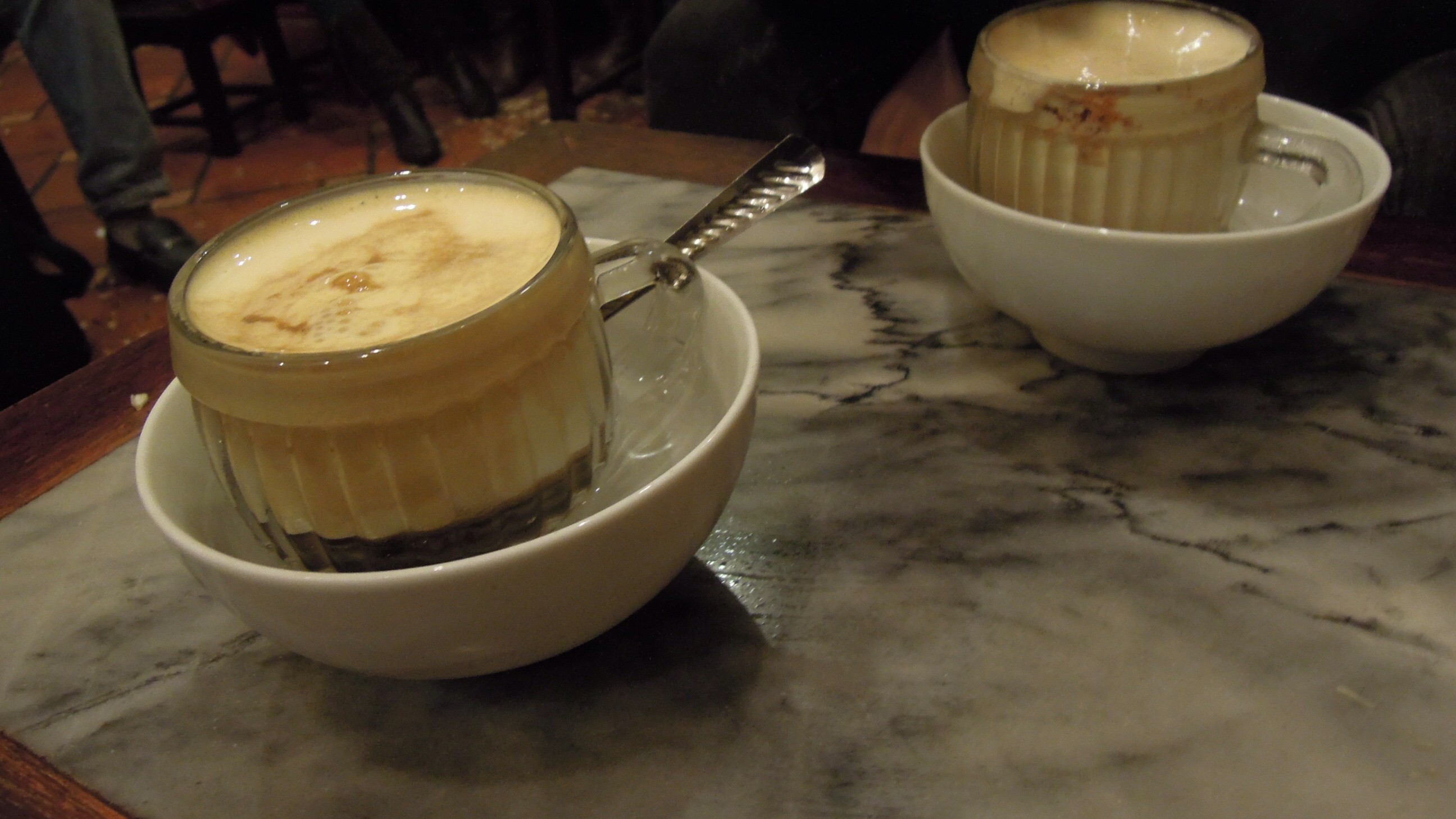
베트남 하노이의 까페 쯩

## 같이 보기
- 에그노그
- 까페 스어 다